# Sitter
La Sitter est une rivière du nord-est de la Suisse, et un affluent de la Thur.

### Sources
- (de) Cet article est partiellement ou en totalité issu de l’article de Wikipédia en allemand intitulé « Sitter » (voir la liste des auteurs).